# Disilen
Disilen je anorganická sloučenina se vzorcem Si2H4. Jedná se o nejjednodušší silen.

## Struktura
Molekula disilenu obsahuje jednu vazbu Si=Si a čtyři rovnocenné vazby Si-H.
Na rozdíl od ethenu, jehož je analogem, je disilen kineticky nestálý a náchylný k tautomerizaci. Má další dva tautomery, s velmi podobnými energiemi: (μ2-H)disilen a disilanyliden.

## Organodisileny

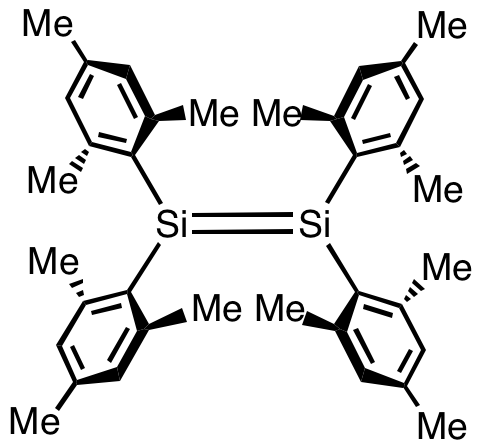
Struktura tetramesityldisilenu

Disileny se stericky zatíženými substituenty mohou být izolovány a jejich vlastnosti jsou podrobně prozkoumány, přestože jde hlavně o předmět akademického zájmu. Prvním stabilizovaným disilenem byl tetramesityldisilen, (C6Me3H2)4Si2. Vazba Si=Si v této molekule má délku 215 pm, přibližně o 10 % menší, než je běžné u jednoduchých vazeb Si–Si. Si2C4 jádra jsou zhruba rovinná. Organodisileny se většinou připravují redukcemi organokřemíkových halogenidů:
2 R2SiCl2 + 4 Na → R2Si=SiR2 + 4 NaCl
Další způsob představuje fotolýza trisilacyklopropanů. Pokud substituent nevytváří výraznější sterické efekty, tak jsou produkty, cyklické nebo polymerní, polysilany.
V jedné studii byl získán disilen vnitromolekulární reakcí 1,1-dibromsilanu s grafitem draselným. Dvojná vazba mezi atomy křemíku u vytvořené sloučeniny měla, jak bylo zjištěno rentgenovou krystalografií, délku 227 pm, druhou největší, jež byla kdy zjištěna.
Substituenty okolo vazby Si-Si byly posunuty o 43°. Disilen bylo možné převést na tetracyklickou sloučeninu zahřátím na 110 °C v xylenu.